# اوقا اورکو
اوقا اورکو (به اسپانیایی: Awqa Urqu) یک کوه در پرو است که در Peru, Huancavelica Region واقع شده‌است. اوقا اورکو ۴٬۹۸۲ متر بالاتر از سطح دریا واقع شده‌است.